# Littérature bisexuelle
Vous pouvez aider à l'améliorer ou bien discuter des problèmes sur sa page de discussion.
- Son texte doit être wikifié : il ne correspond pas à la mise en forme Wikipédia (style, typographie, liens internes, liens entre les wikis, etc.). (Marqué depuis juin 2025)
- La traduction doit être revue. Le contenu est difficilement compréhensible à cause d’erreurs de traduction, peut-être dues à l’utilisation d’un logiciel de traduction automatique. (Marqué depuis juin 2025)

Pour un article plus général, voir Littérature LGBT.
La littérature bisexuelle est un sous-genre de la littérature LGBTQ qui inclus des œuvres littéraires et des auteurs qui abordent le thème de la bisexualité ou du biromantisme. Cela inclut les personnages, les intrigues et/ou les thèmes décrivant le comportement bisexuel chez les hommes et les femmes.
Les œuvres de fiction qui entrent dans cette catégorie peuvent être de n’importe quel genre, comme la fiction historique, la science-fiction, la fantasy, l’horreur et la romance.

## Aperçu
La littérature bisexuelle comprend des œuvres dont le point principal est la bisexualité, ainsi que des œuvres avec des protagonistes bisexuels.
Bien que la bisexualité soit apparue dans des œuvres littéraires dès 1748, dans Mémoires de Fanny Hill, femme de plaisir de John Cleland, le milieu des années 1990 fut marqué par une augmentation des publications sur la bisexualité, souvent sous l'influence de la nouvelle apparition d'organisations bisexuelles. La majeure partie de ce travail était une réponse à l’absence de la bisexualité dans les archives historiques et dans la période contemporaine. Il en résulte des récits contemporains dont l'objectif est de légitimer la bisexualité en tant qu’identité sexuelle.
Une grande partie de la littérature bisexuelle se concentre sur « la mise en évidence de la présence de la bisexualité dans l'histoire, la spécificité des expériences bisexuelles et son existence en tant que forme viable d'identification sexuelle ».
Bien qu'il existe des exemples notables d'hommes et de femmes exprimant un intérêt pour les deux genres de manière romantique et sexuelle dans d'anciennes œuvres littéraires, l'émergement ressent des mouvements LGBT a inspiré une vague de littérature LGBT. Bien que la plupart de ces œuvres littéraires se concentrent sur les relations lesbiennes et gays, la bisexualité progresse lentement et devient plus visible dans la littérature et chez les individus.

## Histoire

### Avant 1900
L'un des premiers exemples connus de bisexualité dans la littérature est Mémoires de Fanny Hill, femme de plaisir de John Cleland. Dans le roman, le personnage principal, Fanny, a « des relations sexuelles excitantes et satisfaisantes avec d'autres femmes ainsi qu'avec des hommes ». À cette époque, l'homosexualité était considérée comme un comportement plutôt qu'une identité, et par conséquent, les cas d'homosexualité, y compris la bisexualité, étaient rares dans les œuvres littéraires.
Un exemple plus connus de personnages supposés bisexuels est Dorian Gray ainsi que les personnages secondaires du Portrait de Dorian Gray d'Oscar Wilde. Wilde lui-même était marié et avait des enfants, mais ses contemporains pensaient qu'il avait eu des relations extraconjugales avec des femmes et des hommes. Quelque temps après la publication du Portrait de Dorian Gray, Wilde a été convoqué au tribunal pour des accusations d'indécence grave pour sa représentation de connotations homosexuelles et des rumeurs sur ses propres relations homosexuelles. Dans les adaptations modernes de l’histoire, Dorian est souvent décrit comme bisexuel.
L'Éveil de Kate Chopin met en scène Edna Pontellier, qui se révèle « capable de répondre physiquement à une femme et d'aimer les femmes » malgré de nombreuses relations sexuelles avec des hommes. Bien que la sexualité de son personnage principal ne soit jamais explicitement mentionnée, Chopin connaissait ou lisait à propos de l'homosexualité et la bisexualité dans des œuvres écrites par des auteurs tels que le poète américain Walt Whitman ou le nouvelliste français Guy de Maupassant, et cela a probablement influencé l'ambiguïté sexuelle de son personnage.

### années 1900
Les années 1900 ont vu une augmentation de la littérature bisexuelle, mais pas de beaucoup, puisque de nombreux auteurs ont suivi la tendance de l'époque qui consistait à aborder des sujets radicaux et controversés dans leurs écrits. En 1926, Richard Bruce Nugent publie sa nouvelle expérimentale « Smoke, Lilies, and Jade », qui décrit les difficultés d'un homme à comprendre son attirance pour plusieurs personnes, en particulier un homme qu'il surnomme « Beauty ». Néanmoins, la première partie de cette époque, tout comme la précédente, a vu une absence de reconnaissance ou une mauvaise identification de la bisexualité dans la littérature. Gore Vidal était un auteur, essayiste et intellectuel public notable qui s'identifiait comme bisexuel et a écrit Un garçon près de la rivière, roman de 1948 décrivant la bisexualité comme l'état humain « naturel ». Des personnages bisexuels apparaissent également dans les romans du remarquable auteur afro-américain James Baldwin, notamment dans son roman de 1956 La Chambre de Giovanni.
Durant les années 1960, malgré des accomplissements pour les bisexuels dans la construction du mouvement pour les droits LGBT de l'époque, la littérature bisexuelle a peu progressé. Certains romans, comme En terre étrangère et La Main gauche de la nuit, dépeignent des personnages comme des races sans genre ou avec un genre clair, qui sont donc bisexuels. Ce concept a été repris dans d’autres romans au cours des années suivantes. Dans les années 1970, les bisexuels ont gagné en reconnaissance dans les médias et, par conséquent, il y eut de nombreuses publications sur la nature de la bisexualité. Les magazines Time et Newsweek ont tous deux publié des articles sur le « chic bisexuel », attirant l'attention du grand public sur la bisexualité. Par conséquent, la bisexualité est apparue plus souvent dans la littérature. En 1976, fut publié le premier roman d'Anne Rice : Les Chroniques des vampires, et la série présentait plusieurs personnages principaux bisexuels ou biromantiques.
Dans les années 1980, le mouvement bisexuel a commencé à bénéficier d’une plus grande reconnaissance. Les militants ont permis de faire la distinction entre la bisexualité et l’échangisme sexuel. L’une des raisons pour lesquelles les médias grand public avait ce préjugé était que les romans et la littérature ont rarement identifié la bisexualité, même lorsqu’elle était décrite. La plupart du temps, il est simplement implicites qu'un personnage est bisexuel plutôt que montré ou explicitement déclaré. Vers la fin de la décennie, la presse grand public a publié des articles concernant la « menace du sida que les bisexuels faisaient peser sur les hétérosexuels ».
Dans les années 1990, la littérature bisexuelle est devenue plus importante. En 1991, le premier magazine trimestriel bisexuel national des États-Unis, Anything That Moves : Beyond The Myths Of Bisexuality, fondé par Karla Rossi, fut publié pour la première fois par le Bay Area Bisexual Network. En 1991 fut également publié l'un des livres les plus influents de l'histoire du mouvement moderne pour les droits des bisexuels, Bi Any Other Name: Bisexual People Speak Out, une anthologie éditée par Loraine Hutchins et Lani Ka'ahumanu. BiNet USA a mené une campagne suite aux Lambda Literary Awards, où les œuvres littéraires bisexuelles ont été contraintes de concourir dans les catégories lesbiennes. En 1995, Marjorie Garber, professeure de Shakespeare à l'Université d'Harvard, a soutenu l'idée selon laquelle la plupart des gens seraient bisexuels s'il n'y avait pas « la répression, la religion, la répugnance, le déni, la paresse, la timidité, le manque d'opportunités, la spécialisation prématurée, un manque d'imagination ou une vie déjà pleine à craquer d'expériences érotiques, même avec une seule personne ou un seul genre » dans son livre Vice Versa : Bisexuality and the Eroticism of Everyday Life. En 1994, un journal mensuel appelé Bi Community News a commencé à être publié au Royaume-Uni. En 2000, le militant bisexuel Dr Fritz Klein a fondé le Journal of Bisexuality, la première revue universitaire trimestrielle sur la bisexualité,. Cependant, d’autres médias se sont montrés plus mitigés en termes de représentation des bisexuels.

### des années 2000 à nos jours
Au début du XXIe siècle, la bisexualité a continué d’être sous représentée dans la littérature gay et lesbienne malgré l’essor progressiste de la littérature LGBT,. Bien que de nombreux exemples de bisexualité dans la littérature de cette époque relèvent encore de la science-fiction et de la fantasy, se déroulant dans des mondes où les opinions sur la sexualité diffèrent des normes sociétales, ces dernières années, la bisexualité a commencé à apparaître davantage dans la fiction contemporaine. Les années 2000 ont également vu l’émergence de la littérature pour jeunes adultes LGBTQ+, puisque les romans pour adolescents ont offert une plateforme aux histoires de passage à l’âge adulte, et donc aux histoires de coming out. En 2014, le premier livre du genre, Bisexuality: Making the Invisible Visible in Faith Communities de Marie Alford-Harkey et Debra W. Haffner, a été publié.

## Publications notables

### Fiction
- « Smoke, Lilies and Jade » de Richard Bruce Nugent (1926)
- La Couleur pourpre d'Alice Walker (1982)
- La Chambre de Giovanni de James Baldwin (1956)
- Maurice par EM Forster (1971)
- Orlando de Virginia Woolf (1928)
- Un autre pays de James Baldwin (1962)
- Split Screen, de Brent Hartinger (lauréat du Lambda Literary Award pour la littérature bisexuelle en 2007)
- Call Me by Your Name d'André Aciman (2007) (Lauréat du Lambda Literary Award pour la fiction gay en 2007, avec le protagoniste bisexuel)
- Holy Communion de Mykola Dementiuk (Lauréat du Lambda Literary Award pour la fiction bisexuelle en 2009)
- Love You Two de Maria Pallotta-Chiarolli (Lauréate du Lambda Literary Award pour la fiction bisexuelle en 2009)
- The Lunatic, the Lover, and the Poet de Myrlin Hermes (Lauréat du Lambda Literary Award pour la Fiction Bisexuelle en 2010)
- Boyfriends with Girlfriends par Alex Sanchez (2011)
- The Correspondence Artist de Barbara Browning (lauréate du Lambda Literary Award pour la fiction bisexuelle en 2011)
- In One Person de John Irving (lauréat du Lambda Literary Award pour la littérature bisexuelle en 2012)
- My Education de Susan Choi (lauréate du Lambda Literary Award pour la fiction bisexuelle en 2013)
- Give It to Me d'Ana Castillo (Lauréate du Lambda Literary Award pour la fiction bisexuelle en 2014)
- The Life and Death of Sophie Stark par Anna North (Lauréate du Lambda Literary Award pour la littérature bisexuelle en 2015)
- La trilogie Broken Earth de NK Jemisin (2015–2017)[23]
- Marrow Island d'Alexis M. Smith (Lauréat du Lambda Literary Award pour la fiction bisexuelle en 2016)
- Star-Crossed de Barbara Dee (2017)
- Les sept maris d'Evelyn Hugo de Taylor Jenkins Reid (2017)
- Sirènes & Muses d'Antonia Angress (2022)

### Poésie
- The Horizontal Poet de Jan Steckel (lauréat du Lambda Literary Award pour la non-fiction bisexuelle en 2011)
- Mouth to Mouth d'Abigail Child (première lauréate du Lambda Literary Award pour la poésie bisexuelle en 2016)